# 尖叶桂樱
尖叶桂樱为蔷薇科李属的植物。分布在印度、锡金、孟加拉、尼泊尔、缅甸、越南、泰国、老挝、印度尼西亚以及中国大陆的广西、西藏、四川、江西、广东、贵州、湖南、云南等地，生长于海拔500米至3,600米的地区，见于山坡混交林中及沿溪常绿林下。